# Obor (métro de Bucarest)
Obor est une station de métro roumaine de la ligne M1 du métro de Bucarest. Elle est située Piața Obor dans le Sector 2 de la ville de Bucarest. Sur cette place a lieu le marché d'Obor, l'un des plus importants de la ville.
Elle est mise en service en 1989.
Exploitée par Metrorex elle est desservie par les rames de la ligne M1, qui circulent quotidiennement entre 5 h 0 et 23 h 0 (heure de départ des terminus). deux station du Tramway de Bucarest, un arrêt des trolleybus et des arrêts d'autobus sont situés à proximité.

## Situation sur le réseau
Établie en souterrain la station Obor dispose d'une plateforme de passage avec deux quais latéraux encadrant les deux voies de la ligne M1 du métro de Bucarest. Elle est située entre les stations Piața Iancului, en direction de Dristor 2, et Ștefan cel Mare, en direction de Pantelimon.

## Histoire
La station de passage « Obor » est mise en service le 17 août 1989, lors de l'ouverture à l'exploitation du tronçon, long de 7,8 kilomètres, entre Gara de Nord et Dristor de la ligne M1.
D'importants travaux, qui ont nécessité la fermeture de la station pendant deux mois, ont été réalisés en 2008.

## Service des voyageurs

### Accueil
La station dispose de deux bouches de métro de chaque côté de la Piața Obor. Des escaliers, ou des ascenseurs pour les personnes à mobilité réduite, permettent de rejoindre les salles des guichets et des automates pour l'achat des titres de transport (un ticket est utilisable pour un voyage sur l'ensemble du réseau métropolitain).

### Desserte
À la station Obor, la desserte quotidienne débute avec le passage des rames parties des stations terminus de la ligne M1 à 5 h 0 et se termine avec le passage des dernières rames ayant pris le départ à 23 h 0 des stations terminus.

### Intermodalité
Le Tramway de Bucarest dispose de deux stations à proximité lignes 1 et 46 pour l'une et ligne 21 pour l'autre. Il y a également un arrêt de trolleybus rue Mihai Bravu (ligne 66) et plusieurs arrêts d'autobus : rue Mihai Bravu (lignes 330, 335, 634 et N108) et rue Colentina (lignes N101 et N125) .